# Hermann zur Lippe (Lippe)
Hermann (* um 1138 vor 1140; † um 1163 vor 1167) war ein Edelherr der Herrschaft Lippe. Er war der älteste Sohn von Hermann I. Seine Mutter ist unbekannt. Hermann war vermutlich nie verheiratet und hatte auch keine Nachkommen. So kam es, dass sein jüngerer Bruder Bernhard II. die Herrschaft übernahm.